# Colin Turnbull
Colin MacMillan Turnbull (Harrow, Anglaterra, 23 de novembre de 1924 - 28 de juliol de 1994) va ser un antropòleg anglès del qual destaquen les obres The Forest People (1961) i The Mountain People (1972). Fou un dels primers antropòlegs que contribuïren en el camp de l'etnomusicologia.

## Biografia
Colin Macmillan Turnbull es va formar en polítiques i filosofia a Oxford, graduant-se el 1947. Després d'exercir com a voluntari a la Royal Naval Volunteer Reserve, va ser premiat amb dos anys de formació a la Banaras Hindu University de l'Índia, on es va graduar en religió i filosofia de l'Índia el 1949. A l'Índia coneix Newton Beal, un professor d'Ohio, amb qui el 1951 viatjarà al Congo Belga –actualment República Democràtica del Congo-, on entra en contacte per primera vegada amb els pigmeus Mbuti. L'objectiu d'aquest viatge era la col·laboració en la construcció del vaixell Reina d'Àfrica per al rodatge de la pel·lícula The African Queen, que van protagonitzar Humphrey Bogart i Katharine Hepburn. A l'Àfrica hi va tornar pocs anys més tard, però després d'aquest primer viatge es va dirigir cap al Canadà, a Yellowknife, per a treballar com a geòleg i miner d'or durant aproximadament un any.
El 1954 va tornar a Oxford i es va especialitzar en antropologia africana, doctorat el 1964, després de fer alguns viatges i de publicar diversos treballs sobre els pigmeus de la regió d'Ituri. Abans però, coneix a Nova York el 1959 a Joseph Towles, qui seria la seva parella, un jove afroamericà aspirant a actor i model que aviat es va convertir també en antropòleg. Els anys 1957 i 1958 va viatjar a l'Àfrica, però no només a la selva d'Ituri al Congo sinó també a Uganda, on entrarà en contacte amb els Ik i la problemàtica d'aquesta comunitat. Durant els següents anys publicarà textos sobre els pigmeus com el reconegut llibre La gent de la selva del 1961, o The Loneny African i The Peoples of Africa del 1962. El 1965 esdevé ciutadà dels Estats Units, ja que des de feia sis anys era comissari encarregat d'etnologia de l'American Museum of Natural History de Nova York.
Colin Turnbull vivia a un poble de Virginia, i va treballar en diferents universitats i institucions, com a la Hofstra University del 1969 al 1972, al Departament de Sociologia i Antropologia a la Virginia Commonwealth University de Richmond, del 1972 al 1975. A més, va ser membre del Royal Museum for Central Africa i del British Royal Anthropological Institute, i també professor convidat o a temps parcial a la Columbia University, a la New York University i als Colleges Vassar i Hunter. En aquest temps va continuar viatjant i escrivint sobre les comunitats que va observar. La seva publicació més coneguda ha estat The Mountain People, un relat sobre la vida del poble Ik, al nord d'Uganda, actualment Kènia, que es trobava aïllat en una regió de difícil hàbitat. Turnbull va parlar sobre la pressió que s'havia exercit sobre aquest grup des del govern, i que s'havia vist abocat a la fam, convertit en una societat cada cop més individualista, com en una mena de guerra hobbesiana. D'alguna manera, Turnbull justificava els actes de violència inclús entre familiars atesa aquesta situació extrema. El llibre publicat el 1972 no només es va convertir en un best-seller sinó que tres anys més tard, Colin Higgins i Dennis Cannan s'hi basen per a escriure l'obra de teatre Ik que dirigí Peter Brook amb la companyia Royal Shakespeare Company. Aquesta publicació va crear controvèrsia entorn de Turnbull. D'una banda, el seu text descriu situacions dures i cruels, sovint amb una visió més literària que no pas científica, i, d'altra banda, alguns detractors de la seva obra asseguren que algunes de les dades que ofereix no són constatables. Colin Turnbull procura fer estudis íntims en les seves publicacions, descripcions i biografies de persones que es converteixen en protagonistes, i The Mountain People, i també The Forest People en són una clara representació.
Se li atribueixen tasques com a etnomusicòleg pels seus enregistraments de la música dels pigmeus Mbuti, que s'han utilitzat per a reculls famosos de músiques del món, Music of the Rainforest Pygmies, enregistrats el 1961 i compilats en CD per Lyrichord Discs, Inc., el Voyager Golden Record o altres reculls com l'Echoes of the forest. A més, la seva feina ha estat llegat per a etnomusicòlegs que s'han centrat en la música dels Mbuti com Simha Arom o Mauro Campagnoli.
Turnbull diu: "(la música) una de les coses que porto amb mi, des de la meva infància fins als darrers anys de la meva vida, sobretot com a antropòleg". Ell entén la música com a part integral de la cultura d'una societat. Creu que l'antropòleg, a banda de científic pot ser humà. Va viure l'observació com a participant en les diferents pràctiques i, malgrat la seva formació, no és destacable ni com a músic o com a musicòleg, en els seus textos s'atreveix a parlar sovint de la música establint criteri. Quan mor el seu company Joseph Towles el 1988, després de complicacions amb la sida, Turnbull decideix viatjar novament a l'Índia, en aquest cas a Dharamsala, i prendre els vots de monjo budista de la mà del Dalai Lama, adoptant el nou nom Lobsang Rogoldang. L'any 1989 havia anat a Bloomington, Indiana, a participar en la construcció d'un edifici pel Tibetan Cultural Center. Aleshores viatjarà a Dharamsala (Índia) i això i tota la reflexió després de la mort del seu company el porten a fer un canvi de vida. Continuarà observant altres cultures, però ara des d'un altre punt de vista en el qual les publicacions ja no són tan presents. En morir Joseph Towles, Turnbull dona les seves notes, enregistraments i artefactes recollits a l'Àfrica a l'Avery Research Center for African-American History and Culture (College Charleston) i al United Negro College Fundation. D'alguna manera, sembla que Turnbull vol que el seu company passi a la història per la seva tasca, però també com a heroi afroamericà d'una època i en un estat on encara la discriminació racial era molt present.
Turnbull mor el 28 de juliol de 1994 a Virgínia a causa de la malaltia de sida, a l'edat de 69 anys.